# 옹달샘도서관
옹달샘도서관은 경기도 광명시 소재의 도서관이였다. 광명 4구역 재개발로 인해 2021년 초에 문을 닫았다.

## 연혁
- 2005. 05. 11 작은도서관 설치 운영계획 방침 결정
- 2006. 01. 23 광명옹달샘도서관 명칭 결정
- 2006. 02. 20 광명옹달샘도서관 리모델링 공사 착공
- 2006. 04. 16 광명옹달샘도서관 준공
- 2006. 05. 16 광명옹달샘도서관 개관
- 2012. 03. 19 경기도 2011년 작은도서관 운영 A등급 평가
- 2021. 도서관 폐관

## 시설현황
- 지상2층: 어린이자료실
- 지상1층: 유아자료실